# Anthophora desertorum
Anthophora desertorum är en biart som beskrevs av Gussakovsky 1935. Anthophora desertorum ingår i släktet pälsbin, och familjen långtungebin. Inga underarter finns listade i Catalogue of Life.